# Eleccions legislatives sueques de 1921
A les eleccions legislatives sueques del setembre de 1921 els més votats van ser els socialdemòcrates. Hjalmar Branting va ser nomenat primer ministre de Suècia.

## Resultats
|                         |                                                  |           |        |          |     |  |  |  |
| Partits                 | Partits                                          | Vots      | %      | Escons   | +/− |  |  |  |
|                         | Partit Socialdemòcrata (S)                       | 630,855   | 36.22  | 93 / 230 | 18  |  |  |  |
|                         | Lliga Electoral General (AV)                     | 449,302   | 25.79  | 62 / 230 | 9   |  |  |  |
|                         | Associació Nacional de Lliurepensadors (FL)      | 325,608   | 18.69  | 41 / 230 | 6   |  |  |  |
|                         | Lliga de Pagesos (B)                             | 192,269   | 11.04  | 21 / 230 | 9   |  |  |  |
|                         | Partit Comunista (SVV)                           | 80,355    | 4.61   | 7 / 230  | =   |  |  |  |
|                         | Partit Socialdemòcrata d'Esquerra de Suècia (JR) | 56,241    | 3.23   | 6 / 230  | Nou |  |  |  |
|                         | Altres partits                                   | 7,322     | 0.42   | 0 / 230  | =   |  |  |  |
|                         |                                                  |           |        |          |     |  |  |  |
| Vots vàlids             | Vots vàlids                                      | 1,741,952 | 99.68  |          |     |  |  |  |
| Vots blancs i invàlids  | Vots blancs i invàlids                           | 5,601     | 0.32   |          |     |  |  |  |
| Total                   | Total                                            | 1,747,553 | 100.00 | 230      | =   |  |  |  |
| Inscrits / participació | Inscrits / participació                          | 3,222,917 | 54.22  |          |     |  |  |  |